# GAGAN
GAGAN (zkratka z GPS aided geo augmented navigation nebo GPS and geo-augmented navigation system) je regionální SBAS (rozšiřující družicový geolokační systém), zadaný a provozovaný vládou Indie. Systém se v současnosti dokončuje, operabilní má být v roce 2014.

## Historie
Projekt fakticky odstartoval na přelomu let 2011/2012, některé z technologických milníků nastaly dříve (např. integrace vysílače pro tento systém do geostacionární družice GSAT-4 v roce 2008 nebo kontrakt Raytheonu na pomoc vybudování indického navigačního systému v roce 2009).

## Současnost a budoucnost
Systém Gagan má být hotový v roce 2014, s tím, že na přelomu let 2014-2015 se plánuje posílení již fungujícího systému dalším upgradem.
Operační životnost projektu může být až 15 let. Projekt doposud stál 7,74 mld. indických rupií, tj. asi 118 milionů dolarů.
30. prosince 2013, indický generální komisariát civilního letectví provizorně schválil systém Gagan dle normy služební úrovně RNP0.1, laicky řečeno: piloti letadel s vybavením pro příjem tohoto systému jej nyní mohou využívat pro zpřesnění navigace.

## Popis

### Účel
Tento systém má sloužit k upřesnění přijímačů globálního družicového polohového systému tím, že bude poskytovat referenční signál. Podle AAI (indického úřadu spravující indický vzdušný prostor a letiště) jde o první krok k představení moderní satelitní navigace, komunikace, sledování a správy leteckého provozu nad vzdušným prostorem Indie.
Další z účelů systému Gagan je studium ionosféry nad indickým subkontinentem – na tomto úkolu spolupracují některé indické univerzity a laboratoře R&D.

### Zhotovitelé
AAI je jedním z developerů projektu, další je indická vesmírná výzkumná organizace (ISRO) a americký nadnárodní technologický a zbraňový konglomerát Raytheon.

### Součásti
Projekt zahrnuje:
- 15 indických referenčních stanic,
- 3 indické navigační pozemní stanice pro uplink,
- 3 kontrolní stanoviště

a instalaci veškerého software a komunikačních spojení.

### Družice
- GSAT-4 – tato družice byla použita v raných a testovacích fázích projektu v letech 2008-2010 a nebude součástí systému
- GSAT-8 – družice vypuštěná 21. května 2011 s pomocí Ariane 5 a umístěna geostacionárně na 55. stupeň východní délky
- GSAT-10 – zamýšlená pro posílení signálu v pásmech Ku (12-18 GHz), C a ext.C (4-8 GHz), od každého z nichž nese 12 transponderů; úspěšně vypuštěna 29. září 2012 Ariane 5. Pro jejich výrobu byl indickou korporací Antrix Corporation (pobočkou ISRO) sestaven rámec hromadné výroby („satellite bus“) nazvaný I-3K, který dokáže vyrobit družice do hmotnosti 3 tun a výkonem 4500 wattů stejnosměrného proudu.[4][5]
- GSAT-15 – ponese 24 transponderů v pásmu Ku s cílem uspokojit pokrytí celé Indie; očekávané vypuštění: 2014-15, opět pomocí Ariane 5; stejně jako GSAT-10 je GSAT-15 založena na platformě I-3K.

Družice systému Gagan mají být v orbitální vzdálenosti zhruba 26 600 km.

### Přesnost
Přesnost lokace s pomocí systému Gagan má být 1,5 m horizontálně a 2,5 m vertikálně, jiné zdroje uvádějí přesnost 3 m (v souvislosti s navigací pilotů ve vzdušném prostoru Indie).